# Mesjid Aree
Mesjid Aree is een bestuurslaag in het regentschap Pidie van de provincie Atjeh, Indonesië. Mesjid Aree telt 373 inwoners (volkstelling 2010).